# Carmen López Bonilla
Carmen López Bonilla (Madrid,28 de febrero de 1898-Madrid,24 de julio de 1958) fue la primera mujer española que terminó los estudios de Derecho y la primera en vestir toga en tribunas en España.

## Biografía
Carmen López Bonilla estudió el bachillerato en el Instituto Cardenal Cisneros y en el curso 1915-1916 comenzó en la Facultad de Derecho de la Universidad Central de Madrid. Debido a la escasez de recursos económicos de su familia tuvo problemas para terminar sus estudios no pudiendo ejercer su profesión aún licenciandose en 1921 en Derecho. En abril de 1920 España desapareció la prohibición para la mujer del ejercicio de la abogacía, entre otras, por una Real Orden del Ministerio de Gracia y Justicia; la pionera en colegiarse en 1922 en Valencia fue Ascensión Chirivella y en 1925 en Madrid las dos primeras Victoria Kent y Clara Campoamor, aunque fue Carmen López Bonilla la primera en terminar sus estudios de Derecho. Inició sus trámites para colegiarse en 1921, solicitando la exención de la cuota de incorporación,  pero únicamente nueve años después, en 1930, pudo colegiarse con el número 11.428 gracias a la aportación que se realizó por parte de la asociación de mujeres, Cruzada de Mujeres Españolas, impulsada por su presidenta Carmen de Burgospara poder pagar las tasas para el ingreso en el Colegio.
En 1924 fue una de las impulsoras de que se permitiese a las mujeres acceder a los Cuerpos Jurídicos del Notariado y de Registradores de la Propiedad. En 1925 fue destinada a la Dirección General de Seguridad del Ministerio de la Gobernación y en 1932 ya había alcanzado el puesto de Oficial de Administración de primera clase, auxiliar cuarto de la Secretaría del Congreso de los Diputados.
En 1939 tras la guerra civil fue acusada de hostilidad al régimen por sus compañías, por ser marxista y masona por lo que causó baja definitiva en la Administración. Más tarde en 1944 es nombrada como auxiliar especial de la Secretaría de las Cortes Españolas, Jefa de Administración civil de tercera clase, por Esteban Bilbao y Eguía y el Oficial Mayor, José María Gamoneda.
Falleció en Madrid en 1958.